# Chaumontel
Chaumontel é uma comuna francesa na região administrativa da Ilha de França, no departamento do Vale do Oise. Estende-se por uma área de 4.23 km². Em 2010 a comuna tinha 3 305 habitantes (densidade: 781,3 hab./km²).